# Liberté de circulation et de séjour des personnes dans l'Union européenne
La liberté de circulation et de séjour des personnes dans l'Union européenne des personnes est l'un des domaines d'intervention de l'Union européenne découlant de l'une des quatre libertés : la libre circulation des biens, des capitaux, des services, des personnes. 
Depuis l'existence de l'espace Schengen, de nombreuses dispositions ont été prises. Parmi celles-ci se trouvent notamment le domaine de la santé avec la carte européenne d'assurance maladie, ou l'Espace européen de l'enseignement supérieur tel que le programme Erasmus[réf. nécessaire].
La crise grecque a conduit environ un demi million de personnes à fuir leur pays pour des raisons économiques.

## Compléments